# Blackpool Football Club 2017-2018
Questa voce raccoglie le informazioni riguardanti il Blackpool Football Club nelle competizioni ufficiali della stagione 2017-2018.

## Organico

### Rosa
Dati aggiornati al 2 febbraio 2018
| N. |                           | Ruolo | Calciatore         |
| -- | ------------------------- | ----- | ------------------ |
| 1  | Inghilterra (bandiera)    | P     | Ben Williams       |
| 2  | Inghilterra (bandiera)    | D     | Kelvin Mellor      |
| 3  | Inghilterra (bandiera)    | D     | Andy Taylor        |
| 4  | Scozia (bandiera)         | C     | Jim McAllister     |
| 5  | Scozia (bandiera)         | D     | Clark Robertson    |
| 6  | Inghilterra (bandiera)    | D     | Will Aimson        |
| 7  | Inghilterra (bandiera)    | A     | Kyle Vassell       |
| 8  | Benin (bandiera)          | C     | Sessi D'Almeida    |
| 9  | Inghilterra (bandiera)    | A     | Mark Cullen        |
| 10 | Inghilterra (bandiera)    | A     | Max Clayton        |
| 11 | Costa d'Avorio (bandiera) | A     | Armand Gnanduillet |
| 12 | Inghilterra (bandiera)    | D     | Nick Anderton      |
| 14 | Irlanda (bandiera)        | C     | Jimmy Ryan         |
| 15 | Inghilterra (bandiera)    | C     | Sean Longstaff     |

| N. |                           | Ruolo | Calciatore           |
| -- | ------------------------- | ----- | -------------------- |
| 16 | Inghilterra (bandiera)    | D     | Curtis Tilt          |
| 17 | Nigeria (bandiera)        | C     | Viv Solomon-Otabor   |
| 18 | Inghilterra (bandiera)    | A     | Danny Philliskirk    |
| 20 | Inghilterra (bandiera)    | D     | Oliver Turton        |
| 22 | Inghilterra (bandiera)    | A     | Dan Agyei            |
| 23 | Inghilterra (bandiera)    | C     | Colin Daniel         |
| 24 | Inghilterra (bandiera)    | C     | Callum Cooke         |
| 25 | Inghilterra (bandiera)    | P     | Myles Boney          |
| 28 | Inghilterra (bandiera)    | P     | Joe Lumley           |
| 30 | Inghilterra (bandiera)    | A     | Nathan Delfouneso    |
| 32 | Irlanda (bandiera)        | C     | Rowan Roache         |
| 37 | Rep. del Congo (bandiera) | P     | Christoffer Mafoumbi |
| 44 | Inghilterra (bandiera)    | C     | Jay Spearing         |
| 49 | Inghilterra (bandiera)    | A     | Joe Dodoo            |